# Volvo P1800
Volvo P1800 er en bil, der blev produceret af Volvo i perioden mellem 1961 og 1973. Volvo P1800 var den første Volvo-model med B18 motor, en motor som senere blev brugt i flere modeller, blandt andet i Amazon og i 140-serien.
P1800 var en sportslig udseende coupé, men i august 1971 blev en ny karroserivariant indført i form af 1800ES, hvor "ES" stod for "Estate", dvs. stationcar. P1800 ES var en todørs sportkombi med bagklap af glas. Produktionen af den almindelige coupé ophørte i 1972, og frem til juni 1973 var 1800ES den eneste variant.
P1800-modellen fik stor popularitet i kraft af den britiske TV-serie Helgenen, hvor Simon Templar spillet af Roger Moore kørte en hvid P1800 med registreringsnummer "ST 1". 

## Eksterne links
- Wikimedia Commons har flere filer relateret til Volvo P1800
- Omtale på volvotips.com